# Icon: Number Ones
Icon: Number Ones (dostępny na iTunes pod zmienionym tytułem Best of Number Ones) – trzecia kompilacja nagrań amerykańskiej piosenkarki Janet Jackson wydanym przez Universal Music Enterprises, oddział Universal Music Group. Album jest częścią serii wydawnictwa zatytułowanego Icon.
Na płycie znalazły się piosenki pochodzące z albumów: Control, Janet Jackson's Rhythm Nation 1814, Janet., The Velvet Rope, All For You, Number Ones/The Best oraz ścieżki dźwiękowej Why Did I Get Married Too?.

## Single
- "Nothing": to jedyna nowa piosenka na albumie, która jako singiel została wydana 23 marca 2010 roku w muzycznym sklepie internetowym iTunes[3]. Piosenka oryginalnie pochodzi ze ścieżki dźwiękowej do filmu Małżeństwa i ich Przekleństwa 2 (Why Did I Get Married Too?) i miała na celu promocję obu albumów. Utwór zadebiutował na liście przebojów magazynu Billboard Hot R&B/Hip-Hop Songs 10 kwietnia 2010 na miejscu 76.[4]

## Lista utworów
1. "What Have You Done for Me Lately" 4:44
2. "Nasty" 4:03
3. "When I Think of You" 3:57
4. "Miss You Much" 4:12
5. "Escapade" 4:44
6. "Alright" 4:59
7. "That's the Way Love Goes" 4:25
8. "Together Again" 4:07
9. "Doesn't Really Matter" 4:56
10. "All for You" 4:32
11. "Make Me" 3:38
12. "Nothing" 4:10